# Plicatula dubia
Plicatula dubia is een tweekleppigensoort uit de familie van de Plicatulidae. De wetenschappelijke naam van de soort werd in 1847 voor het eerst geldig gepubliceerd door George Brettingham Sowerby II.